# Giochi mondiali indoor 1985 - Marcia 5000 metri
La gara di marcia 5000 metri maschile dei Giochi mondiali indoor 1985 si è tenuta il 19 gennaio.

## Risultati
| Pos | Nome              | Nazione        | Tempo    | Note             |
| --- | ----------------- | -------------- | -------- | ---------------- |
| 1   | Gérard Lelièvre   | Francia        | 19'06"22 | Record nazionale |
| 2   | Maurizio Damilano | Italia         | 19'11"41 |                  |
| 3   | David Smith       | Australia      | 19'16"04 |                  |
| 4   | Roman Mrázek      | Cecoslovacchia | 19'39"73 |                  |
| 5   | Jan Staaf         | Svezia         | 20'00"95 |                  |
| 6   | Jim Heiring       | Stati Uniti    | 20'11"69 |                  |
| 7   | Jorge Llopart     | Spagna         | 20'39"83 |                  |
| 8   | Erling Andersen   | Norvegia       | 21'07"43 |                  |